# Ectropothecium aciculare
Ectropothecium aciculare är en bladmossart som beskrevs av Brotherus och Theodor Carl Karl Julius Herzog 1926. Ectropothecium aciculare ingår i släktet Ectropothecium och familjen Hypnaceae. Inga underarter finns listade i Catalogue of Life.